# Tasiocera gourlayi
Tasiocera gourlayi là một loài ruồi trong họ Limoniidae. Chúng phân bố ở miền Australasia.